# Morten Hartz Kaplers
Morten Hartz Kaplers (født 1971) er en dansk filminstruktør, der er mest kendt for at have instrueret filmen AFR, der handler om tidligere statsminister Anders Fogh Rasmussen.
Kaplers begyndte som trapezartist, kurator og arrangør af internationale kunstudstillinger. Han har læst ved filmskolen FAMU i Prag. Han har produceret flere film og tv-programmer, reklamefilm og musikvideoer. I 2000 modtog han et to-årigt stipendium fra Statens Kunstfond.
I 2008 modtog han Carl Th. Dreyer Prisen for sit "mod, originalitet og provokation i sin leg med fiktion og sandhed" med AFR.